# 4691 Toyen
4691 Toyen eller 1983 TU är en asteroid i huvudbältet som upptäcktes den 7 oktober 1983 av den tjeckiske astronomen Antonín Mrkos vid Kleť-observatoriet i Tjeckien. Den är uppkallad efter den tjeckiska konstnären Toyen.
Asteroiden har en diameter på ungefär 26 kilometer och den tillhör asteroidgruppen Levin.